# Roure (Alpes Marítimos)
 Roure  (en occitano Rore) es una villa medieval y comuna francesa situada en la región de Provenza-Alpes-Costa Azul, departamento de Alpes Marítimos, en el distrito de Niza y cantón de Saint-Sauveur-sur-Tinée. La villa se encuentra situada a 1.100 m de la entrada al valle del Haute-Tinée, lindando con el Parque nacional del Mercantour.
A sus habitantes se les conoce por el gentilicio de rourois en francés.

## Historia
La primera mención del pueblo data del año 1067 con el nombre de Rora, palabra derivada del latín robur que significa roble. El pueblo acogía manadas de vacas y cabras a cargo de diversos propietarios que regulaban su negocio bajo un gran roble.
El aislamiento del pueblo obligó a sus habitantes a vivir en autarquía,  solo pudiendo descender de la montaña a pie o en mula. La carretera no se construyó hasta después la Segunda Guerra Mundial, aunque desde 1927 los habitantes habían habilitado un cable de 1.850 m para salvar la pendiente, portador de vagonetas de madera e impulsado por un motor eléctrico. Funcionó hasta 1962 permitiendo garantizar el comercio de la producción (leche, quesos y harina) y remontar las provisiones y el correo. En el pueblo mismo, pequeños  vehículos-orugas permiten el transporte de los objetos pesados a lo largo de las callejuelas salvando las pendientes y escaleras.

## Demografía
| 91 | 98 | 71 | 112 | 147 | 167 |
| Para los censos de 1962 a 1999 la población legal corresponde a la población sin duplicidades (Fuente: INSEE [Consultar]) |    |    |     |     |     |

## Lugares de interés
- La Iglesia Saint-Laurent, de estilo románico-gótico, alberga un retablo de François Bréa sobre la «Asunción del Virgen», datado del año 1560. El campanario es de estilo románico.
- La capilla San Sebastián construida para conjurar el peligro de la peste de 1510, con frescos de Andrea de Cella.
- El antiguo lavadero.
- El museo de la Madera y el Arboretum Marcel Kroenlein de seis hectáreas entre 1.280 y 1.600 m de altitud. Se encuentran colecciones de coníferas, arces, rosales,..., y varias esculturas.
- Meseta de Longon y su refugio, la aldea de Vignols, el monte Mounier y el monte Gravières (2.331 m s. n. m.).